# Atella eurytis
Atella eurytis är en fjärilsart som beskrevs av Doubleday 1847. Atella eurytis ingår i släktet Atella och familjen praktfjärilar. Inga underarter finns listade i Catalogue of Life.